# Mirabel-et-Blacons
Mirabel-et-Blacons ist eine französische Gemeinde mit 1202 Einwohnern (Stand 1. Januar 2022) im Département Drôme in der Region Auvergne-Rhône-Alpes; sie gehört zum Arrondissement Die und zum Kanton Crest und liegt im Tal des Flusses Gervanne und am rechten Ufer der Drôme. Die Bewohner werden Blaconnais und Blaconnaises genannt.

## Geschichte
Während der Belagerung von Die durch die Armee der Hugenotten im Jahr 1574 provozierten katholische Truppen am 4. Juli die Schlacht an der Brücke von Mirabel oder Blacons, bei der der protestantische Offizier Montbrun in Gefangenschaft fiel.

## Bevölkerungsentwicklung
| Jahr                       | 1962 | 1968 | 1975 | 1982 | 1990 | 1999 | 2016 |
| -------------------------- | ---- | ---- | ---- | ---- | ---- | ---- | ---- |
| Einwohner                  | 554  | 552  | 592  | 921  | 728  | 815  | 1058 |
| Quellen: Cassini und INSEE |      |      |      |      |      |      |      |

## Sehenswürdigkeiten

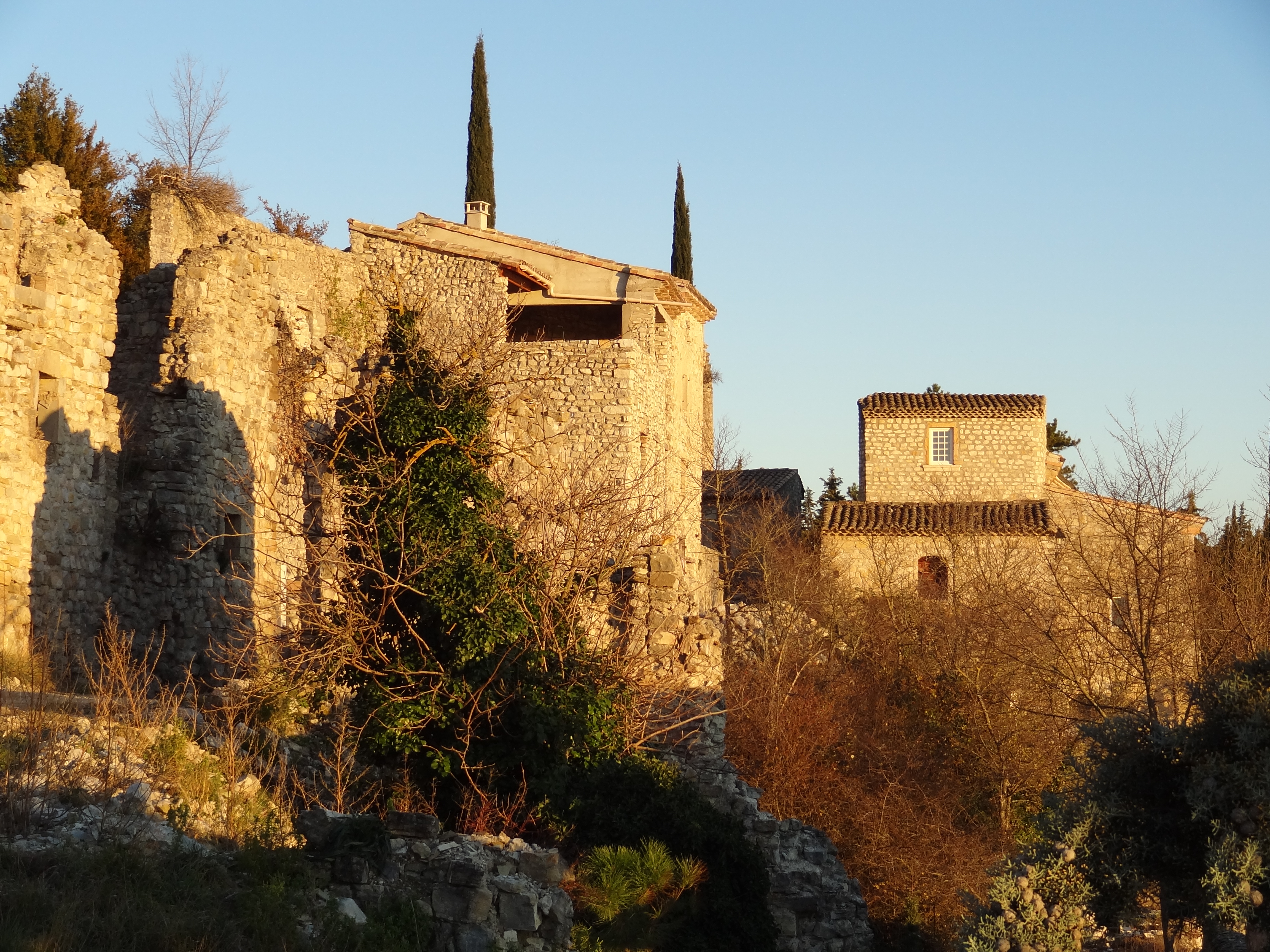
Mirabel-et-Blacons

- Reste der Wachtürme und der Stadtmauer in  Mirabel
- Kirche Saint-Joseph
- Kapelle im Weiler Serre-Méans